# Iglesia de San Jorge (Luková)
La Iglesia de San Jorge, también conocida como la iglesia de los nueve fantasmas, es un templo católico del siglo xiv ubicado en Luková, Ústí nad Orlicí (Pardubice, República Checa).

## Historia
La iglesia, compuesta de piedra de mampostería, fue construida en el siglo xiv, concretamente hacia el año 1352, aunque al parecer hay datos que aseguran la existencia de la misma ya en el siglo xiii (también se afirma erróneamente que el templo fue levantado en el año 920 por el príncipe Bratislao I de Bohemia, que fue reconstruido a causa de un incendio en 1142 y que quedó abandonado tras la Segunda Guerra Mundial, lo que constituye una confusión con la Basílica de San Jorge de Praga). Destruida durante las guerras husitas y reparada en el siglo xvi, la iglesia resultó devastada en un incendio en el siglo xvii, tras lo cual fue reconstruida en estilo neogótico, añadiéndosele una torre. En 1968, durante la celebración de un oficio religioso con motivo de un funeral, el techo y parte del tejado del templo se derrumbaron, acontecimiento que fue interpretado por los feligreses como un mal augurio, lo que motivó que se dejase de celebrar misa en el interior del edificio y se optase por llevar a cabo los actos litúrgicos en el exterior. Con el tiempo, la iglesia, considerada maldita, fue quedando abandonada, situación que el comunismo aprovechó para expoliar el santuario, llevándose, entre otros objetos de valor: pinturas, estatuas, la campana y el reloj del templo, resultando el órgano dañado. Posteriormente se acometieron diversas labores de mantenimiento destinadas a impedir un mayor deterioro, como el arreglo de la torre y la sacristía además de una reparación temporal del techo.
En 2012, Jiří Beránek, profesor del Departamento de Diseño y Bellas Artes de la Universidad de Bohemia Occidental, encargó a cada uno de los alumnos del tercer año buscar una iglesia abandonada o en estado ruinoso para llevar a cabo la instalación de una obra de arte con el fin, entre otros, de recaudar fondos para la diócesis de Pilsen. El estudiante Jakub Hadrava escogió la Iglesia de San Jorge, la cual llevaba en decadencia más de 40 años, para ejecutar su obra (se afirma también que el joven no eligió el lugar, sino que le fue asignado). Para llevar a cabo su cometido, Hadrava se puso en contacto con Petr Koukl, residente local y cuidador voluntario de la iglesia, quien vio el proyecto con buenos ojos además de colaborar en él asegurándose de que tras la instalación del trabajo el templo abriese sus puertas en los meses de verano y otoño (se afirma no obstante que fue Koukl quien se puso en contacto con Hadrava para tratar de montar una atracción con el fin de recaudar dinero para la reparación de la iglesia). La obra, titulada Má mysl (Mi mente) por su autor, consistió en la instalación de nueve esculturas de aspecto fantasmagórico repartidas por el interior del edificio. Las estatuas, concebidas por Hadrava como un homenaje a los alemanes que a principios del siglo xx se reunían en el templo los domingos para oír misa y que fueron expulsados del país tras la Segunda Guerra Mundial, terminaron otorgando una inesperada publicidad al santuario, el cual, a instancias de la Iglesia Católica, volvió a ofrecer servicios religiosos además de atraer a un gran número de turistas.

## Descripción

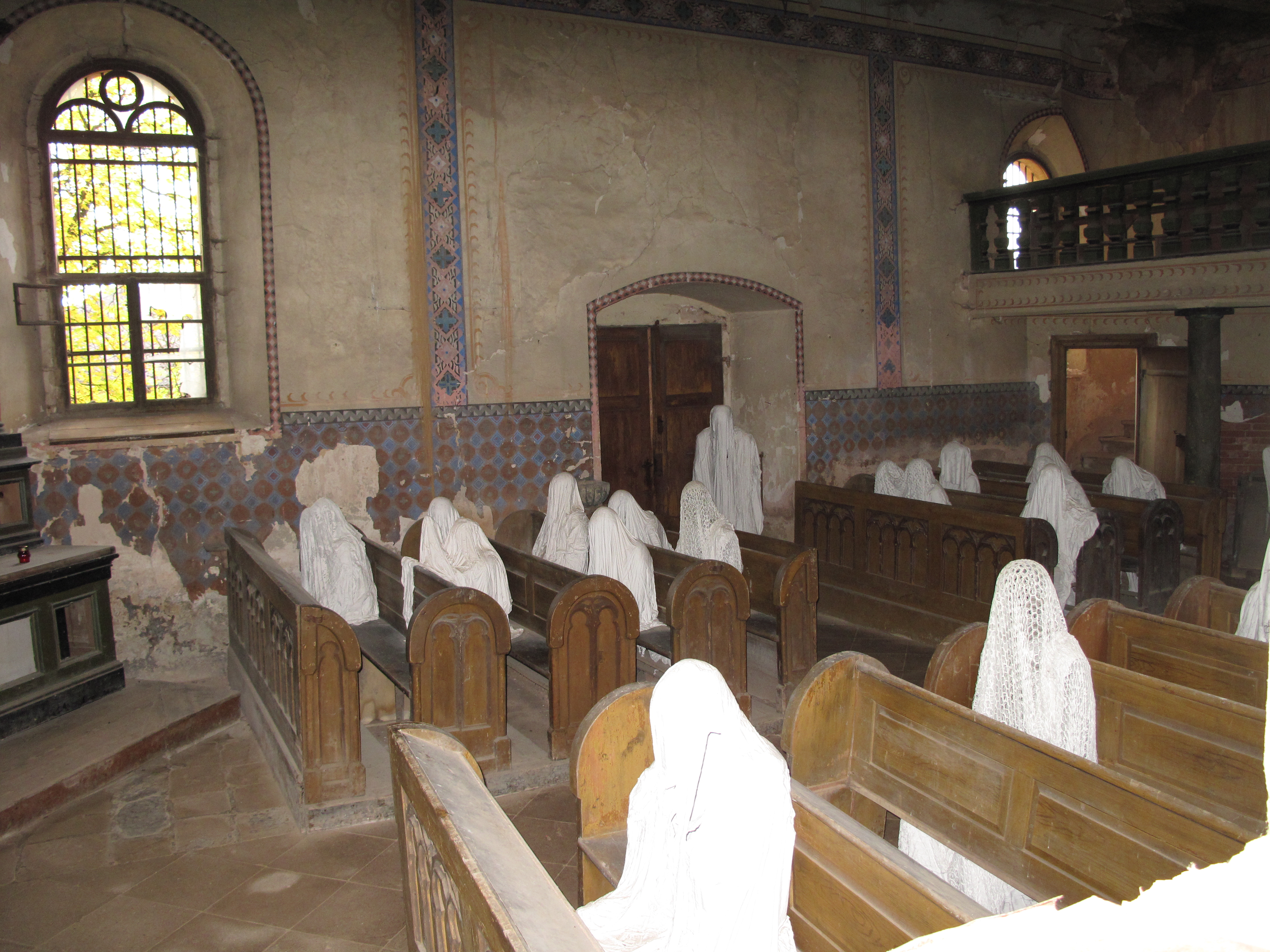
Interior

El interior del templo, en estado ruinoso y carente de ornamentos debido al expolio sufrido, alberga actualmente más de treinta esculturas a tamaño natural cubiertas con telas blancas y repartidas por las bancadas del santuario y zonas adyacentes, cerca de la tribuna, con algunas de pie y otras (la mayor parte) sentadas en los bancos. Según Hadrava:

Decidí hacer esculturas figurativas de yeso, lo que significa ayudarse con modelos que preparas para esculpir. En mi caso, los modelos eran compañeros de estudio. Hice una figura en la misma iglesia pero después hice una copia del asiento o banco y modelé las esculturas en la escuela. Significa envolver al modelo en plástico y un impermeable para protejer su piel, añadiendo entonces los diferentes textiles sumergidos en yeso para crear la forma general y sus capuchas. Una sola estatua, con un poco de suerte, llevaba alrededor de media hora completarla.

Pese a que la exposición tenía intención de rendir tributo a los alemanes expulsados de Checoslovaquia tras la guerra, la interpretación por parte del público resulta diferente:

Todo el mundo experimenta la obra de arte de manera diferente. Para algunos, los fantasmas tal vez son algo más que monstruos de Halloween, para otros representan una gran espiritualidad. Algunos han resaltado que la instalación puede referirse a los alemanes de los Sudetes. Mr Koukl ha hecho también tours para niños así que también tienen sus propias interpretaciones, todas diferentes.

Según Koukl, la obra refleja el pasado:

Para mí, la obra representa las almas de gente desaparecida que solía asistir a la iglesia. Se refiere al tiempo pasado. Creo que representan a aquellos que solían escuchar al sacerdote hace años y años.

El éxito de la obra, a la cual se le fueron añadiendo más esculturas a medida que su fama se incrementaba, ha llevado a recibir turistas de países como Inglaterra, Alemania, Rusia, Australia y Brasil, además de que gracias a los fondos obtenidos se ha podido proceder a la reparación del tejado del edificio, cuyo interior llevaba a la intemperie desde el derrumbe del techo, siendo el principal objetivo de la exhibición el conseguir dinero suficiente para restaurar la iglesia y conociéndose que para 2018 ya se habían recaudado más de 23 000 euros para este fin.